# Juan Bautista Viniegra
Juan Bautista Viniegra y Mendoza (Cádiz, 1842 - Ibídem, 1918) Almirante español. Fue conde de Villamar.

## Biografía
Fue director del observatorio de San Fernando, jefe del departamento marítimo del Ferrol y del de Cádiz, almirante de la escuadra de instrucción y capitán general de la Armada de España. Se distinguió también como hombre de ciencia. En 1914 recibió la Orden del Toisón de Oro. Entre 1911 y 1917 fue senador por senador por derecho propio.